# Жук Василь Володимирович
Васи́ль Володи́мирович Жу́к (29 вересня 1991 — 24 січня 2015) — солдат Збройних Сил України, учасник російсько-української війни.

## Короткий життєпис
Закінчив Здолбунівську ЗОШ № 1, навчався в Рівненському ВПУ. По закінченні навчання служив строкову службу в ЗСУ. По демобілізації два роки працював на будівельних роботах. 
Мобілізований у серпні 2014-го, 93-тя окрема механізована бригада. Восени на кілька днів приїздив додому. 24 січня 2015-го загинув у бою поблизу блокпоста на Бахмутській трасі внаслідок мінометного обстрілу, вчиненого терористами — від бронежилета зосталися лише знівечені пластини. У «Книзі Пам'яті» місцем смерті вказано Донецьк.
Вдома лишились батьки, старші брат і сестра. Тіло з передової привезли волонтери, похований у Здолбунові. 27—28 січня в Здолбунові оголошено днями жалоби.

## Нагороди та вшанування
- Указом Президента України №  311/2015 від 4 червня 2015 року, «за особисту мужність і високий професіоналізм, виявлені у захисті державного суверенітету та територіальної цілісності України, вірність військовій присязі», нагороджений орденом «За мужність» III ступеня (посмертно)[1].
- В здолбунівській ЗОШ № 1 відкрито меморіальну дошку Василю Жуку[2].
- Вшановується в меморіальному комплексі «Зала пам'яті», в щоденному ранковому церемоніалі 24 січня[3][4].